# ناراشينو (تشيبا)
مدينة ناراشينو (بالإنجليزية: Narashino)‏ هي إحدى المدن التابعة لولاية تشيبا. تأسست رسميًا في 01/08/1954. ويقدر عدد سكانها بـ 159758 نسمة حسب تقدير مكتب الإحصاء الياباني لعام 2012. تبلغ مساحة ناراشينو 20.99 كم2. بكثافة سكانية تبلغ 7611 نسمة/كم2.

## أعلام
- ماسائكي تاكادا
- كوتا هاتوري
- ماساتوشي إيشيدا
- هيدياكي كيتاجيما
- ماكوتو سوناغاوا